# Gustav Karpeles
Gustav Karpeles (11. listopadu 1848, Ivanovice na Hané - 21. července 1909, Nauheim) byl židovský literární historik, spisovatel, kritik a publicista z Moravy.

## Život
Gustav Karpeles napsal několik knih o Heinrichovi Heinem a v roce 1885 vydal populární dílo Geschichte der jüdischen Literatur (Historie židovské literatury).
Karpeles navštěvoval gymnázium v Mikulově a Olomouci, v roce 1867 se zapsal na Vratislavskou univerzitu ke studiu teologie, ale brzy přestoupil na literární vědu.
Po ukončení vysokoškolského studia na rok odcestoval do Londýna. Po návratu do Německa v roce 1870 v Berlíně se Samuelem Enochem, vydavatelem týdeníku Jüdische Presse spoluzaložil. Jeho bratrancem byla zpěvačka Sophie König. V letech 1873 až 1877 byl redaktorem funkcí Breslauer Zeitung a v roce 1878 převzal redakci Westermannova měsíčníku, který vedl až do roku 1883. Jako redaktor populárního časopisu také dopisoval s Theodorem Fontanem, za jehož práci propagoval.  Od roku 1890 až do své smrti byl konečně redaktorem a vydavatelem časopisu Allgemeine Zeitung des Judentums, který existoval v letech 1837 až 1922, editoval Ludwig Philippson, poté Gustav Karpeles, Ludwig Geiger, Albert Katz; pod záštitou Karpeles byla do časopisu zařazena témata východních Židů a zaměření na západní a střední Evropu skončilo.
V roce 1893 byl spoluzakladatelem sdružení Verband der Vereine für jüdische Geschichte und Literatur (Sdružení pro židovské dějiny a literaturu), které od roku 1898 vydávalo Ročenku židovských dějin a literatury a v letech 1898-1920 vycházel magazín Asociace spolků pro židovské dějiny a literaturu v Německu.
Jako odborník na Heineho vydal v roce 1869 jeho biografii, v roce 1884 publikoval Heineho díla a v roce 1888 napsal knihu „Heinrich Heine a jeho současníci“. Napsal také životopisné dílo o Ludwigu Börneovi a Nikolausi Lenauovi a v roce 1889 napsal velkou literární esej o Friedrichu Spielhagenovi.

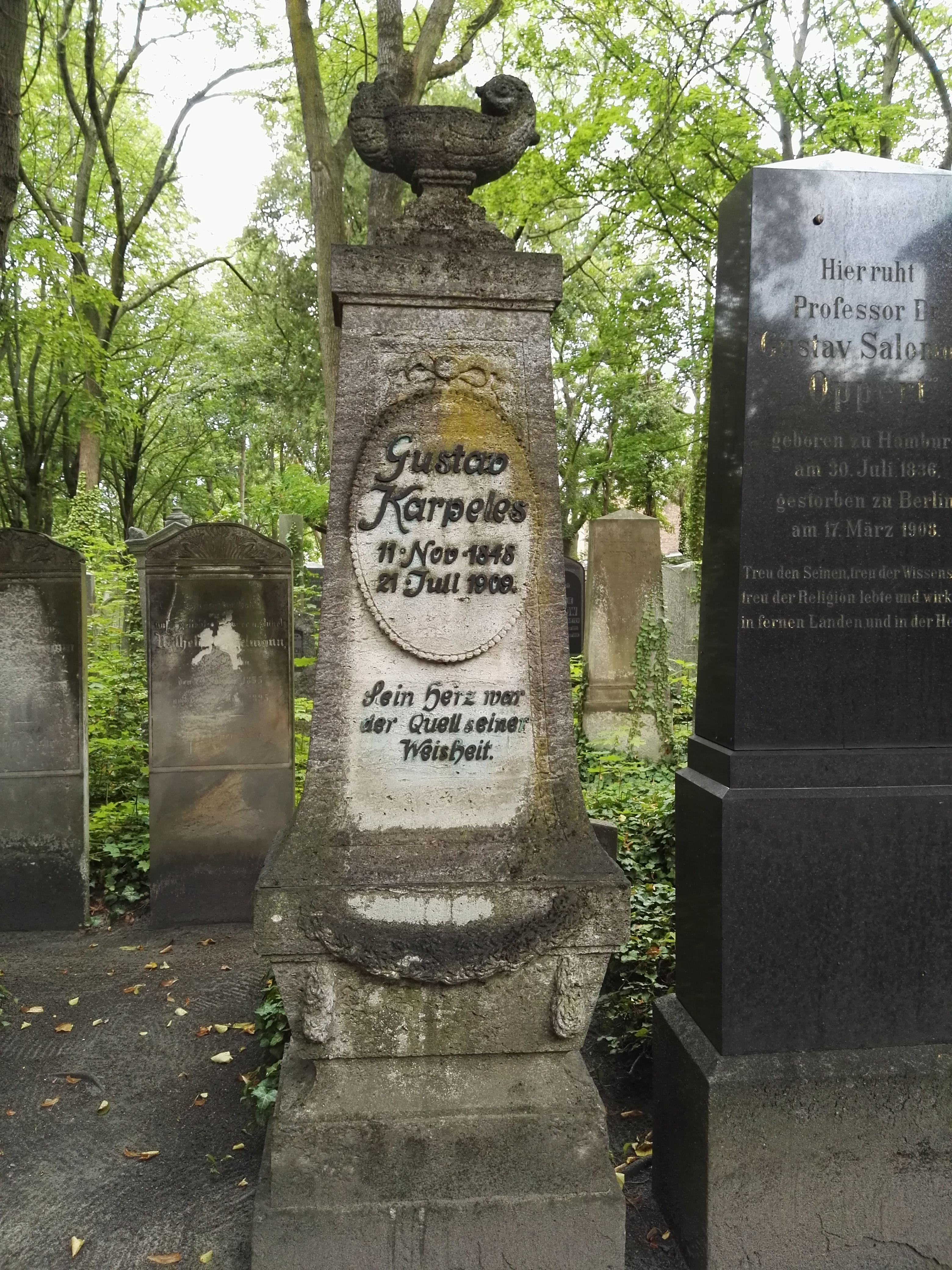
Karpelesova hrobka

Gustav Karpeles zemřel 21. července 1909 v Bad Nauheimu na infarkt. Jeho hrob je na židovském hřbitově v Berlíně-Weißensee. 

## Spisy (výběr)
- Heinrich Heine und das Judenthum. Bruno Heidenfeld, Breslau 1868.
- Heinrich Heine. Biographische Skizzen. Hausfreund-Expedition, Berlin 1869.
- Israel Hildesheimer. Eine biographische Skizze. J. Kauffmanns Verlagsbuchhandlung, Frankfurt am Main 1870, (anonym erschienen, Karpeles zugeschrieben); digitalizovaná 2. vydání (im Jahr der Erstausgabe).
- Geschichte der jüdischen Literatur 2 sv. Oppenheim, Berlin 1886, digitalizovaný sv. 1; digitalizovaný sv. 2.
- Heinrich Heine und seine Zeitgenossen. Lehmann, Berlin 1888, digitalizováno.
- Goethe in Polen. Ein Beitrag zur allgemeinen Litteraturgeschichte. Fontane, Berlin 1890, digitalizováno.
- Allgemeine Geschichte der Literatur von ihren Anfängen bis auf die Gegenwart. 2 sv. Grote, Berlin 1891, Neue Ausgabe, fortgeführt bis Ende des 19. Jahrhunderts. 2 (in 3) sv. Baumgaertel, Berlin 1901, digitalizovaný sv. 1; digitalizovaný sv. 2, 1; digitalizovaný sv. 2, 2.
- Heinrich Heine und Der Rabbi von Bacharach (= Collection des „Freien Blattes“. 3, ZDB-ID 2608186-6). Verlag des „Freien Blattes“, Wien 1895, digitalizováno.
- Heinrich Heine. Aus seinem Leben und aus seiner Zeit. Titze, Leipzig 1899, digitalizováno.